# Collie, New South Wales
Collie är en ort i Australien. Den ligger i kommunen Warren Shire och delstaten New South Wales, i den sydöstra delen av landet, omkring 370 kilometer nordväst om delstatshuvudstaden Sydney. Vid 2021 års folkräkning hade Collie 177 invånare.
Trakten runt Collie är nära nog obefolkad, med mindre än två invånare per kvadratkilometer..
Omgivningarna runt Collie är i huvudsak ett öppet busklandskap.  Genomsnittlig årsnederbörd är 567 millimeter. Den regnigaste månaden är mars, med i genomsnitt 101 mm nederbörd, och den torraste är oktober, med 1 mm nederbörd.